# タンクレーディとエルミニア
『タンクレーディとエルミニア』（露: Танкред и Эрминия、英: Tancred and Erminia）は、17世紀フランスの画家ニコラ・プッサンが1631年にキャンバス上に油彩で制作した絵画である。主題は、イタリアの詩人トルクァート・タッソ (1544-1595年) の叙事詩『解放されたエルサレム』の1場面から採られている。来歴については、1766年にパリのJ.A.アヴェダ (J.A.Aveda) コレクションからロシアの女帝エカチェリーナ2世に購入された以前のことはわかっていない。現在、サンクトペテルブルクのエルミタージュ美術館に所蔵されている。

## 作品
1620年代後半から1630年代初頭にかけて、プッサンは非常に抒情的な作品を制作した。本作は、『解放されたエルサレム』に登場するタンクレーディとエルミニアの物語を描いている。
第1回十字軍に加わったタンクレーディは巨人のアルガンテ (Argante) との戦いで深手を負った。タンクレーディを愛するアンティオキアの王女エルミニアは彼を助けるために駆けつける。彼女は剣で自身の長い髪の毛を切り、止血のためにタンクレーディの傷口を縛る。画面のエルミニアの側には、忠実な武器運搬人のヴァフリン (Vafrin) が見える。
我が身をかえりみぬ愛のために、エルミニアはバロック絵画における最も魅力的なヒロインとして、多くの画家たちに描かれた。本作においても、エルミニアの衝動的な仕草と傾けられた頭部は、愛のための自己犠牲を示している。濃密な感情表現と、形態の扱いにおける柔和さは、プッサンの画業の中でも非常に短い期間にのみ特徴的なものである。壮麗な色彩に彩られた夕暮れの空はヴェネツィア派絵画の直接的影響を見せ、幻想的な白馬の姿とあいまって、本作をプッサンの作品中でも最も情動に満ちたものとしている。後の彼の絵画は、より理性的で厳格さを持つものになっていく。
なお、プッサンは本作以外にも『解放されたエルサレム』を主題とする絵画を数点描いている。

## ギャラリー

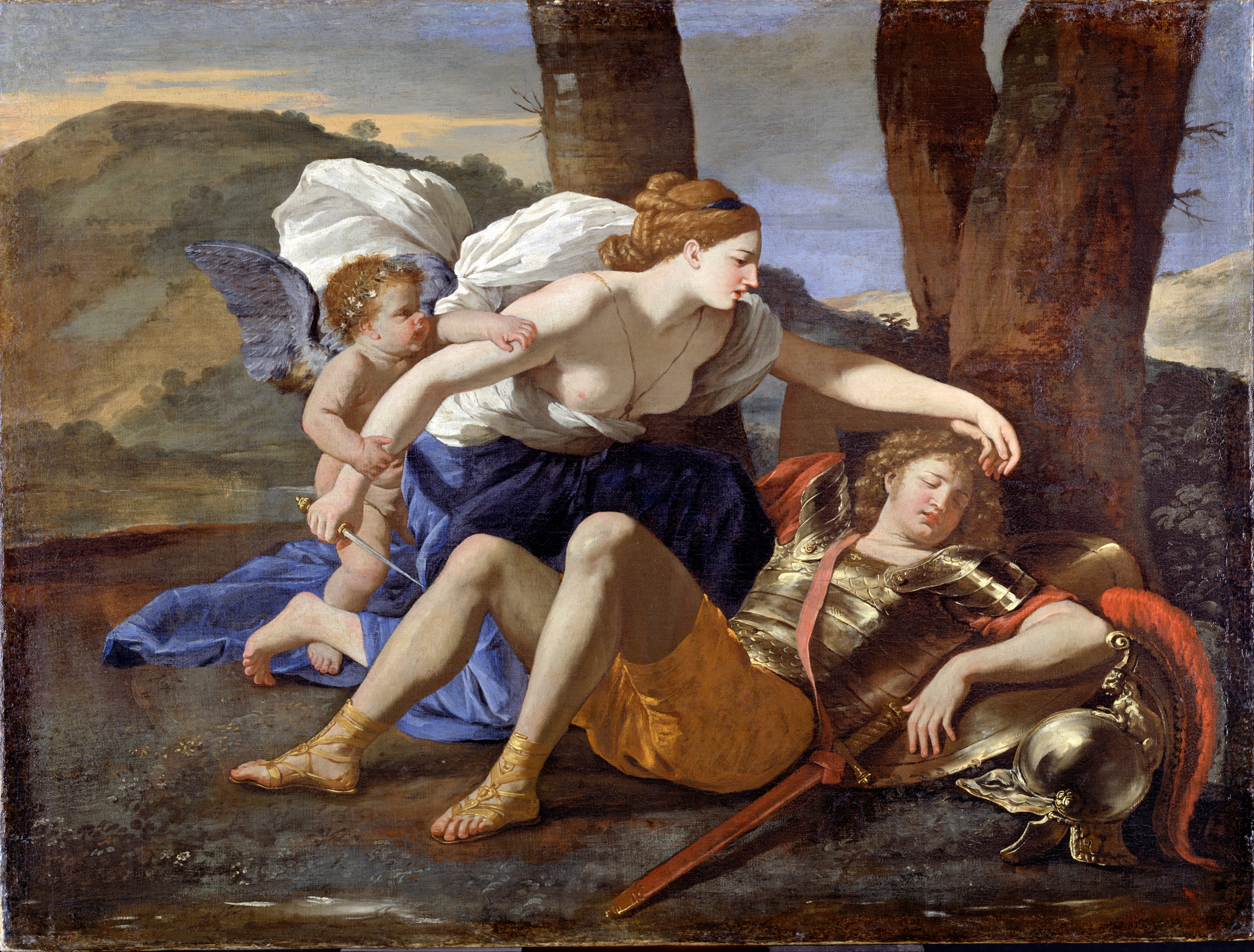
ニコラ・プッサン『リナルドとアルミーダ』 (1628-1630年ごろ)、ダリッジ・ピクチャー・ギャラリー、ダリッジ（英語版）
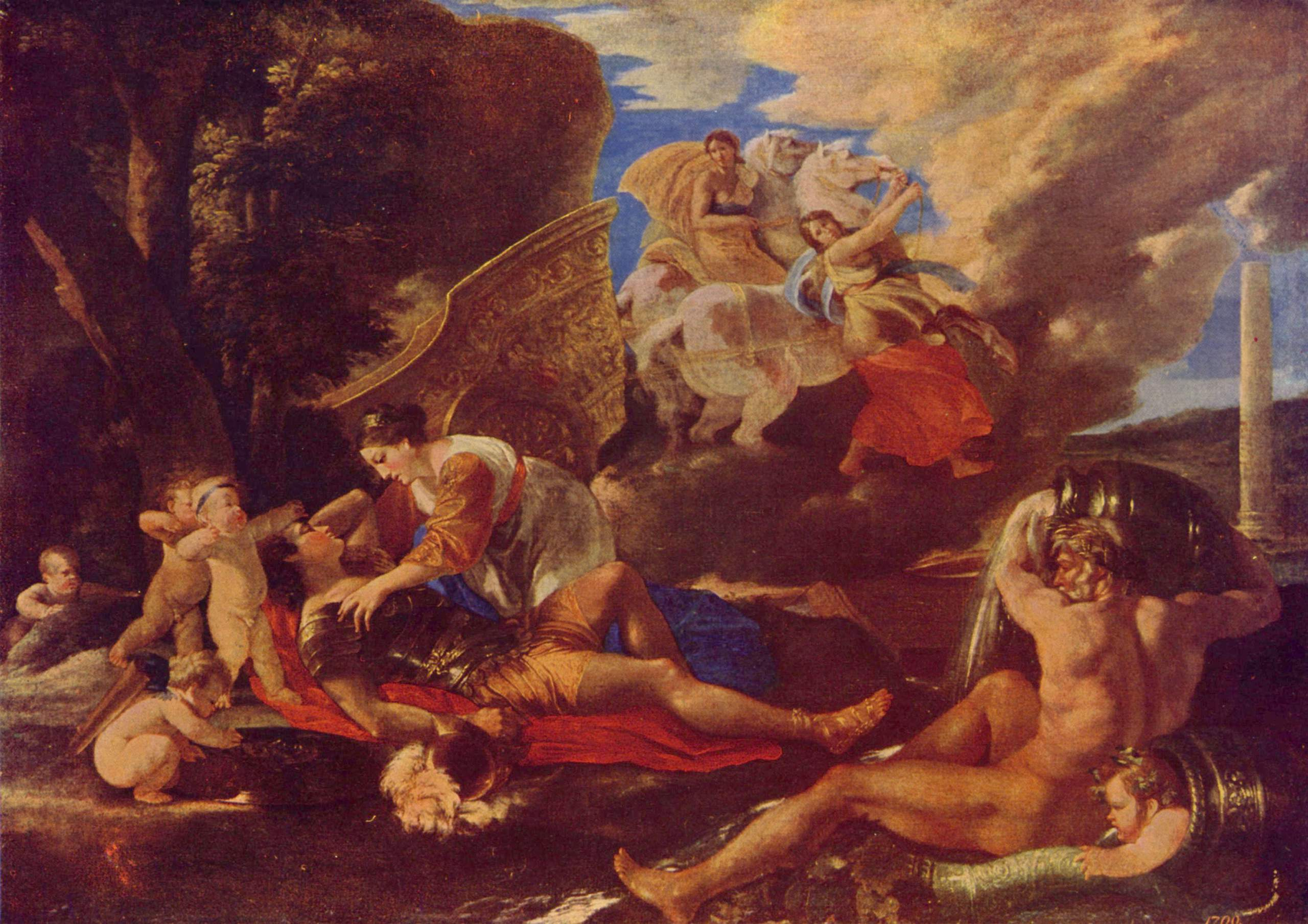
ニコラ・プッサン『リナルドとアルミーダ』 (1635年)、プーシキン美術館、モスクワ
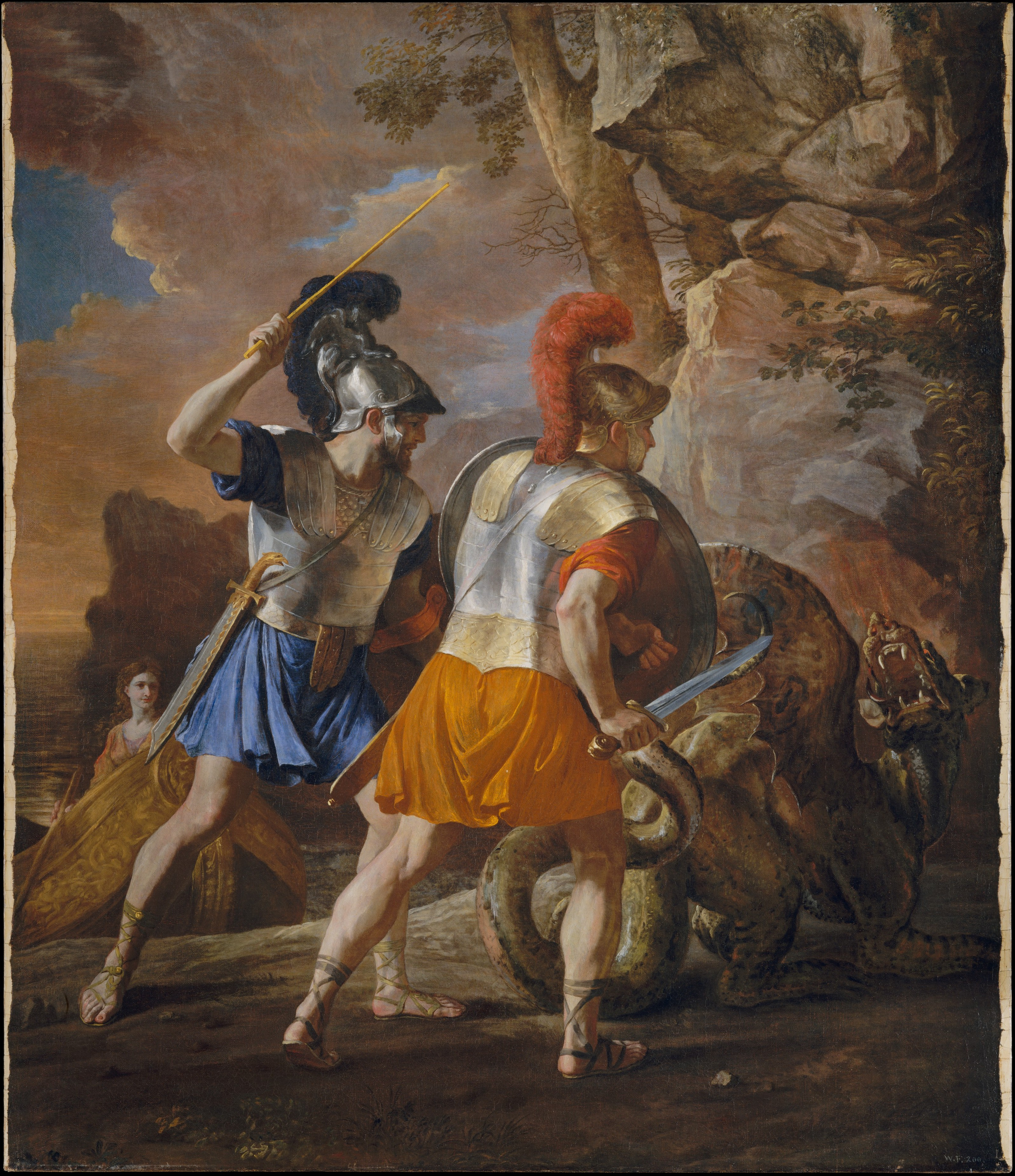
ニコラ・プッサン『カルロとウバルド』 (1633年ごろ)、メトロポリタン美術館、ニューヨーク